# Pavamana Mantra
El Pavamana Mantra (pavamāna significa "ser purificado, colado", históricamente un nombre de Soma), también conocido como pavamāna abhyāroha (abhyāroha, literalmente "ascendente", siendo un término técnico upanishádico para "oración")
es un antiguo mantra hindú indio introducido en el Bṛhadāraṇyaka Upaniṣad (1.3.28.) El mantra originalmente estaba destinado a ser recitado durante la alabanza introductoria del sacrificio soma por el patrón que patrocina el sacrificio.

## Texto y traducción
El texto del mantra dice:
```
   असतो मा सद्गमय ।
   तमसो मा ज्योतिर्गमय ।
   मृत्योर्माऽमृतं गमय ॥
```

```
   asato mā sadgamaya,
   tamaso mā jyotirgamaya,
   mṛtyormā'mṛtaṃ gamaya.
```

Swami Madhavananda ofrece la siguiente traducción:
Del mal, llévame al bien,
De la oscuridad, llévame a la luz,
De la muerte, llévame a la inmortalidad.
Patrick Olivelle ofrece una traducción ligeramente diferente:
¡De lo irreal, llévame a lo real!
¡De la oscuridad, llévame a la luz!
¡De la muerte, llévame a la inmortalidad!
La traducción moderna más común difiere ligeramente en la traducción de la primera línea[cita requerida]:
De la falsedad, llévame a la verdad,
De la oscuridad, llévame a la luz,
De la muerte, llévame a la inmortalidad.
Estas tres afirmaciones se conocen como los tres mantras Pavamana. Algunas representaciones, generalmente modernas — añaden ॐ (oṃ) al principio y/o ॐ शान्तिः शान्तिः शान्तिः ॥ (oṃ śāntiḥ śāntiḥ śāntiḥ, 'om paz paz paz como cuarta línea. Se trata de un añadido estilístico que concluye una recitación; como tal, a menudo se incluye con el verso. El propio Upanishad no termina la línea de esa manera.

## Uso en la cultura

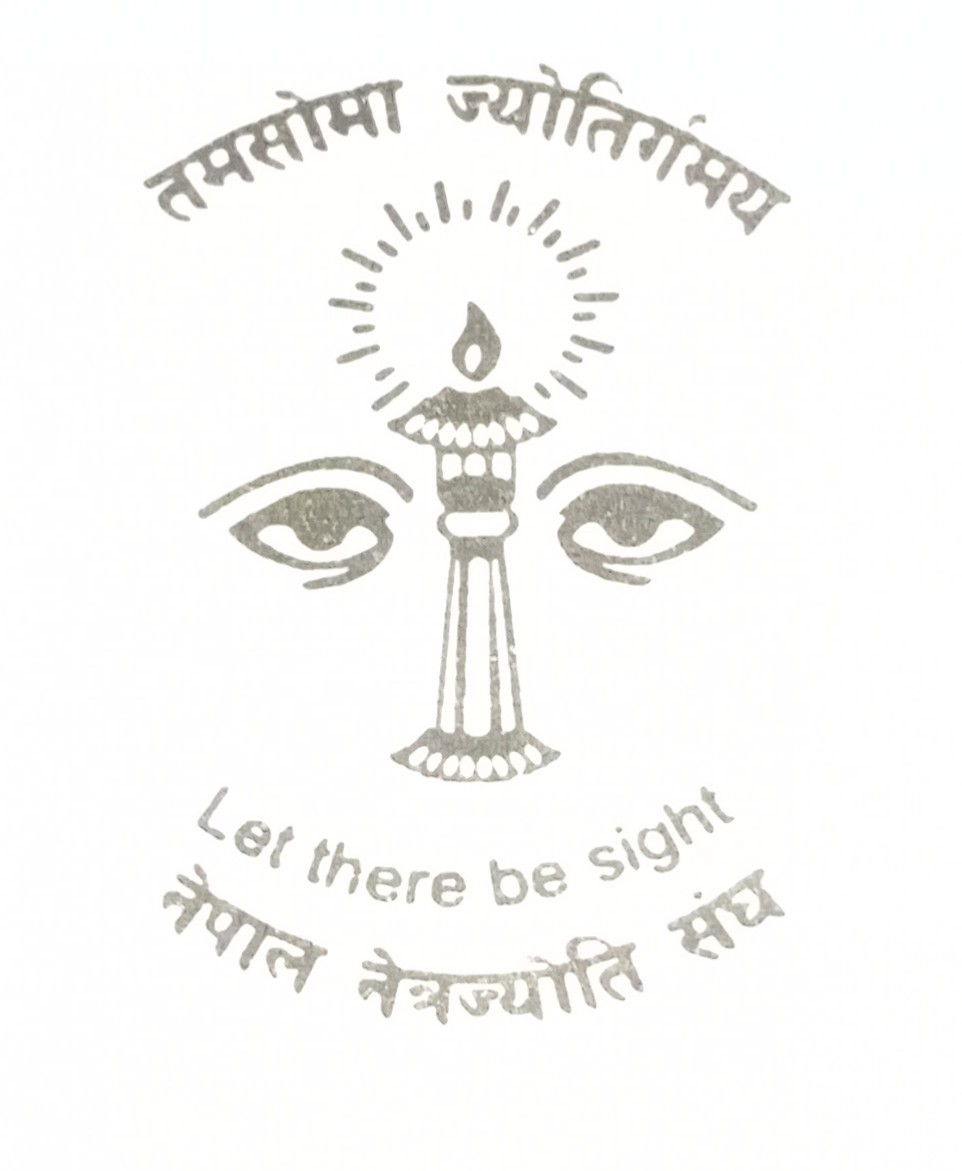
Nepal Netra Jyoti Sangh "तमसोमा ज्योतिर्गमय"।

La cita se ha utilizado como declaración de apertura de la Encuesta económica 2021 por Krishnamurthy Subramanian, quien reporta al ministro de finanzas bajo la Gobierno de Narendra Modi.
En 1976, el mantra se utilizó para la letra de "Gita", una canción de la Orquesta Mahavishnu de John McLaughlin, de su álbum Inner Worlds.
En 2003, el mantra se incorporó a dos piezas de la banda sonora de "The Matrix Revolutions", Neodämmerung de Don Davis y Navras de Juno Reactor y se utilizó en la escena de batalla final y en los créditos finales de la película, respectivamente.
El mantra aparece en 'Besar o no besar' en la banda sonora de Battlestar Galactica (serie de televisión de 2004).
El texto del mantra (aunque con algunos problemas tipográficos y/o errores tipográficos) se cita al comienzo del video musical oficial de Light of Transcendence, la primera canción del álbum de 2018 Ømni de la banda brasileña de power metal Angra.